# Корбеј Серф
Корбеј Серф (фр. Corbeil-Cerf) насеље је и општина у североисточној Француској у региону Пикардија, у департману Оаза која припада префектури Бове.
По подацима из 2011. године у општини је живело 332 становника, а густина насељености је износила 84,05 становника/km². Општина се простире на површини од 3,95 km². Налази се на средњој надморској висини од 177 метара (максималној 190 m, а минималној 138 m).

## Демографија
| 1962. | 1968. | 1975. | 1982. | 1990. | 1999. | 2011. |
| ----- | ----- | ----- | ----- | ----- | ----- | ----- |
| 220   | 224   | 245   | 243   | 259   | 290   | 332   |

График промене броја становника у току последњих година